# Toucher vaginal
Le toucher vaginal est un geste médical permettant d'explorer l'appareil génital féminin par le toucher.
Cet examen peut être pratiqué par le médecin généraliste, le gynécologue, la sage-femme ou l'obstétricien. Il doit être indolore.

## Usage
Bien qu'encore couramment pratiqué de manière routinière, le toucher vaginal sur des femmes adultes qui ne sont pas enceintes et ne présentent pas de symptômes particuliers ne permet pas de détecter des pathologies. Cet examen présente en revanche des aspects négatifs non négligeables, tels que la détection de faux positifs et la cause de douleur et inconfort pour la patiente. En se basant sur ce bilan, en 2014 le American College of Physicians a publié de nouvelles recommandations dans lesquelles cet examen sur des femmes adultes sans symptômes particuliers, non enceintes, est fortement déconseillé.
Chez la femme enceinte au moment de l'accouchement, un toucher vaginal est couramment utilisé afin d'estimer le degré de dilatation du col de l'utérus. Ici encore, l'OMS (Organisation Mondiale de la Santé) recommande de limiter la fréquence de cet examen au strict minimum. Pendant le premier stade de travail, "si le travail se passe bien, un accoucheur expérimenté pourra se contenter d'un seul examen. Idéalement, il s'agira de l'examen nécessaire pour établir que le travail est en cours, c'est-à-dire pour confirmer qu'il y a dilatation du col (le critère le plus objectif d'un travail actif). Une autre pratique dans la gestion du travail consiste à n'effectuer un toucher vaginal qu'en cas de nécessité, par exemple lorsque l'intensité et la fréquence des contractions baissent, en présence de sang dans le bouchon muqueux, lorsque se manifeste le besoin de pousser, ou avant l'administration d'un analgésique". Les "touchers vaginaux répétés ou fréquents, spécialement par plusieurs dispensateurs de soins" sont considérés par l'OMS comme une "pratique fréquemment utilisée à tort".

## Technique

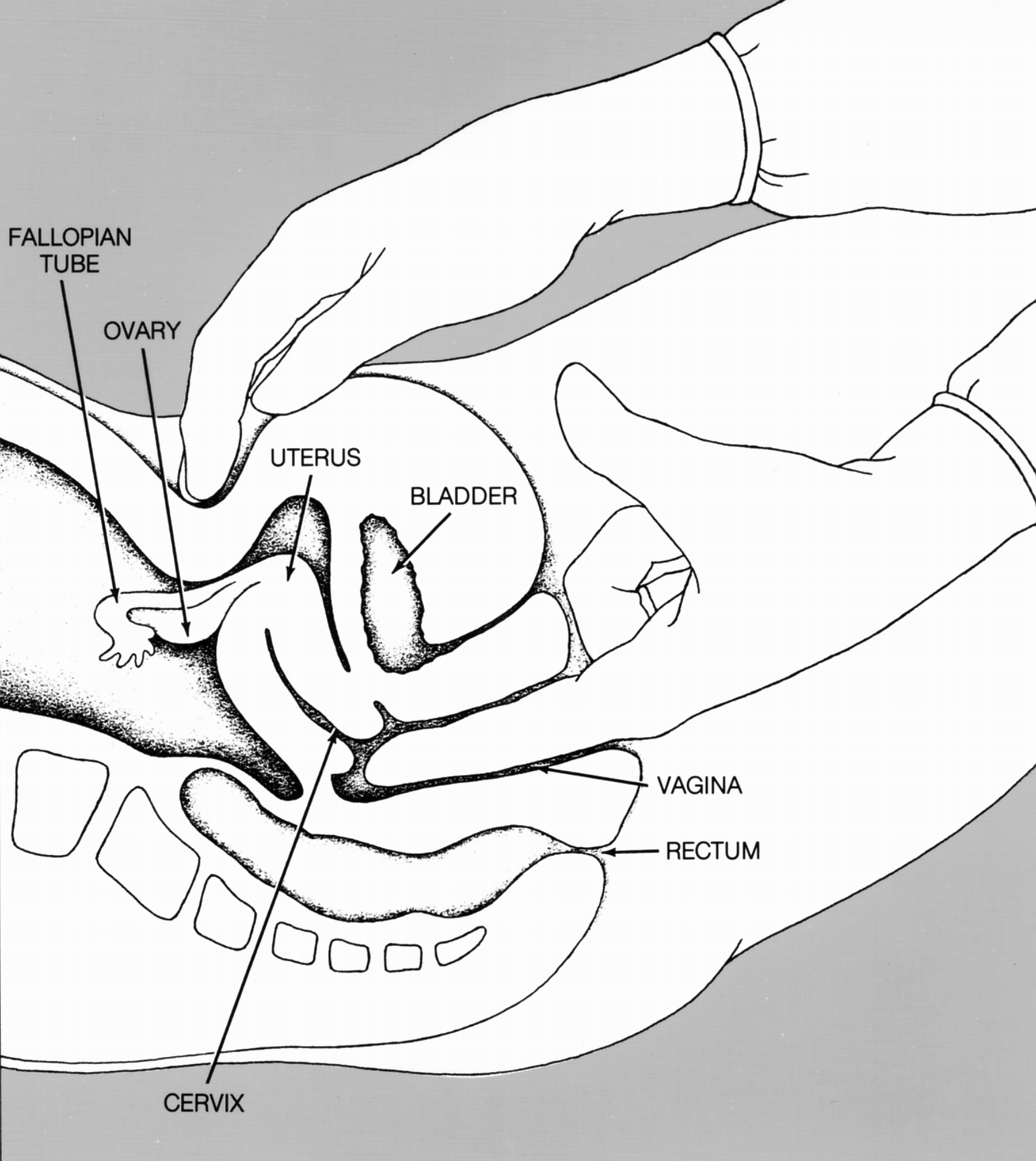
Examen pelvien.

Il consiste habituellement en l'introduction dans le vagin de l'index et du majeur munis d'un doigtier à usage unique.
Il est fréquent de compléter ce toucher par une palpation abdominale de l'autre main, afin d'apprécier la taille et la position de l'utérus.
Chez la femme vierge, lorsque ce n'est pas indispensable, il est possible d'éviter la défloration médicale en remplaçant le toucher vaginal par un toucher rectal.
Dans certains cas, on pratique un toucher bidigital combiné (un doigt dans le vagin et l'autre dans le rectum) afin d'examiner la cloison recto-vaginale.

## Résultats
Le toucher vaginal permet d'examiner :
- l'utérus :
  - le col : longueur, position, consistance et dilatation.
  - le corps : dimensions, inclinaison (antéversion, rétroversion).
- les annexes : les trompes et les ovaires.

Chez la femme nullipare, le col de l'utérus a un contact cartilagineux, une consistance ferme/élastique et son orifice est punctiforme. Chez la femme primi/multipare, le col a un contact mou, l'exocol est déchiqueté et présente une lèvre supérieure et une inférieure ainsi que des incisures latérale à gauche et à droite.
Dans le cadre de l'accouchement, il permet d'apprécier la dilatation du col de l'utérus pour suivre la progression du travail et prévoir le moment de l'accouchement.
L'utilité d'un examen systématique, chez une femme bien portante, non enceinte et asymptomatique, en dehors de la question du dépistage d'un cancer, est cependant discuté.

## Formation au toucher vaginal
La formation au toucher vaginal sur des femmes endormies pose le problème du consentement des patientes. En France, comme le note Bénédicte Bévière, « à la lecture des dispositions légales, les informations données sur l’intervention doivent être claires, précises, suffisantes, appropriées pour permettre à la personne de donner un consentement 'éclairé' ». Il ne suffit pas que les patientes soient informées que des externes et des internes seront présents lors de l’intervention, mais aussi des types d'examens que ces derniers pourront pratiquer
 : « Le consentement doit porter non seulement sur la présence de l’externe mais aussi sur les actes qu’il réalise », mais « en pratique, il est compliqué pour les praticiens de détailler chaque acte »,.